# Louisiane de Bomo
Louisiane de Bomo, född 19 februari 2021, är en fransk varmblodig travhäst. Hon tränas av William Bigeon och körs av Benjamin Rochard.
Louisiane de Bomo började tävla 2023 och inledde med tre raka seger. Hon har hittills sprungit in 201 700 euro på 8 starter varav 5 segrar, 1 andraplats. Hon har tagit karriärens hittills största seger i Prix Roquépine (2024).
Hon har även segrat i Prix Gélinotte (2024) och på andraplats i Prix Masina (2024).

## Statistik
| Statistik för Louisiane de Bomo (Ref.) | Statistik för Louisiane de Bomo (Ref.) | Statistik för Louisiane de Bomo (Ref.) | Statistik för Louisiane de Bomo (Ref.) | Statistik för Louisiane de Bomo (Ref.) | Statistik för Louisiane de Bomo (Ref.) |
| -------------------------------------- | -------------------------------------- | -------------------------------------- | -------------------------------------- | -------------------------------------- | -------------------------------------- |
| Starter                                | Placeringar                            | Startprissumma                         | Segerprocent                           | Platsprocent                           | Rekord                                 |
| 8                                      | 5-1-0                                  | 201 700 euro                           | 63 %                                   | 75 %                                   | 1.13,5ak,                              |

### Större segrar
| År   | Lopp           | Kusk             | Vinstbelopp | Grupp   |
| ---- | -------------- | ---------------- | ----------- | ------- |
| 2024 | Prix Gélinotte | Benjamin Rochard | 54 000 EUR  | Grupp 2 |
| 2024 | Prix Roquépine | Benjamin Rochard | 67 500 EUR  | Grupp 2 |